# Nicholas Holtam
Nicholas Roderick "Nick" Holtam (né le 8 août 1954 en Angleterre à Launton, à côté de Bicester, Oxfordshire) est un évêque de l'Église d'Angleterre. Depuis le 15 octobre 2011 il est l'évêque de Salisbury.

## Études et ministères
Nicholas Holtam grandit du côté d'Edmonton (Londres) où il fréquente la Latymer School avant d'aller au Collingwood College de l'Université de Durham pour étudier la géographie. Après avoir obtenu son diplôme, il étudie en vue de l'ordination sacerdotale à la fois au King's College de Londres et à la Westcott House, séminaire  de l'Université de Cambridge.

Après son ordination (il a été ordonné diacre en 1979 et prêtre en 1980) il a assisté le curé de St Dunstan à Stepney. En 1983 il va au séminaire de Lincoln où il exerce la fonction de tuteur à la Christian Ethics and Mission. En 1988 il devient curé de l'Île aux Chiens (Londres).
De 1995 à 2011 Nicholas Holtam est curé de St Martin-in-the-Fields qui se trouve dans la zone très animée de Trafalgar Square dans le diocèse de Londres. En raison de sa situation et de ses traditions l'église et son clergé ont des rapports fréquents et étroits avec la famille royale britannique, le Gouvernement du Royaume-Uni, l'Amirauté et la BBC,. Pendant qu'il exerce cette fonction, Nicholas Holtam fait des apparitions régulières comme animateur de radio tout en poursuivant son travail d'écriture.
Le 12 avril 2011, le 10 Downing Street annonce que la reine Élisabeth II avait approuvé sa nomination comme évêque de Salisbury. Son dernier office à St Martin-in-the-Fields a eu lieu le 10 juillet 2011 et il est ordonné évêque le 22 juillet 2011 par Rowan Williams, archevêque de Cantorbéry, à la cathédrale Saint-Paul de Londres. Il est installé à Salisbury le 15 octobre 2011.

## Mariage et famille
Nicholas Holtam est marié avec Helen (née Harris) qui est professeur de mathématiques. Ils ont quatre enfants d'âge adulte.

## Titres
- Nick Holtam Esq (1954–1979) — Esq = Esquire
- The Revd Nick Holtam (1979–2011) — Revd = Reverend
- The Rt Revd Nick Holtam (2011– ) — Rt Revd = Right Reverend